# Malyj Tajmyr
Malyj Tajmyr (russo: Малый Таймыр) è un'isola russa, amministrativamente appartiene al Kraj di Krasnojarsk.

## Geografia e Clima
Malyj Tajmyr (78°07′N 107°15′E) è situata a Nord del Circolo polare artico nel mare di Laptev. L'isola fa geograficamente parte dell'arcipelago russo Severnaja Zemlja di cui essa è l'estremo meridionale. L'isola si trova a meridione della più vicina isola Starokadomskij e a Nord della penisola del Tajmyr. Ha una superficie di 232 km², è lunga 29 km e larga 10 km; ha un'altitudine massima di 31 m s.l.m.
Essendo a Nord del Circolo polare artico, Malyj Tajmyr è un'isola dal Clima glaciale caratterizzato da lunghissimi, freddissimi e bui inverni ed estati relativamente fresche. Il mare che la circonda si ghiaccia in molti periodi dell'anno.

## Storia e Popolazione
L'isola fu scoperta (come il resto dell'arcipelago di Severnaja Zemlja) nel 1913 da Boris Andreevič Vil'kickij durante l'esplorazione idrografica russa dell'Oceano Artico. Originariamente fu chiamata "isola Aleksej" (in onore del figlio dello Zar Nicola II. Dopo la Rivoluzione d'ottobre venne nominata col nome che fino ad oggi resiste. La popolazione sull'isola è assente ed neanche le imbarcazioni che passano per lo stretto di Vil'kickij approdano.

## Isole adiacenti
Vicino alla costa settentrionale si trovano le seguenti due piccole isole:
- Isola Oktjabrënok (остров Октябрёнок)
- Isola Izmenčivyj (остров Изменчивый)